# پایگاه هوایی بوبر
پایگاه هوایی بوبر (به انگلیسی: Bobr (air base)) یک فرودگاه نظامی است . این فرودگاه در کشور روسیه قرار دارد و در ارتفاع ۱۹۷ متری از سطح دریا واقع شده‌است.